# Foulehaio taviunensis
Foulehaio taviunensis (лат.) — вид воробьиных птиц из семейства медососовых (Meliphagidae). До недавнего времени считался конспецифичным с F. carunculatus и F. procerior. Между представителями этих трёх видов не известно различий в вокализации.

## Распространение
Эндемики Фиджи. Обитают в тропических лесах и манграх.

## Описание
Длина тела 19—21 см. Верхние части тела взрослых особей в основном окрашены в гамме от серого до тёмно-оливкового цвета, на верхней части головы и шеи, мантии, спине распространены оттенки чёрного.
Питаются преимущественно нектаром, но также склевывают многих членистоногих (возможно, активнее в период размножения). Предположительно питаются также некоторыми мягкими фруктами и ягодами.

## Охранный статус
МСОП присвоил виду охранный статус «Вызывающие наименьшие опасения» (LC).